# 電人ザボーガー
『電人ザボーガー』（でんじんザボーガー）は、1974年4月6日から1975年6月29日まで（放送時間は変更あり）フジテレビ系で全52話が放送されたピー・プロダクション制作の特撮テレビ番組。および作中に登場する架空のロボットの名称。
第40話より「電人ザボーガー対恐竜軍団シリーズ」の副題がつく。

## 概要
犯罪組織Σ団（シグマだん）対警視庁および秘密刑事・大門豊との戦いを、Σ団のロボット対大門が乗るオートバイが変形するロボット・電人ザボーガーとの戦いを交えて描く。
前々作『風雲ライオン丸』前作『鉄人タイガーセブン』が、その重苦しく陰惨なストーリーが災いして視聴率的に失敗した反省から、本作品では明快なヒーロー性を打ち出した作品を目指すこととなり、刑事ドラマの要素を基盤とし、そこにブルース・リー主演の『燃えよドラゴン』の大ヒットにより巻き起こった生身の空手アクションを採り入れ、さらにはロボットアニメの影響を受けてメカニック描写の面白さを盛り込み、明朗なヒーローアクション活劇として作られた。また、人間大ロボットものとしては珍しい主人公の操縦者とロボットという組み合わせだが、大門とザボーガーの人間とロボットを越えた絆のドラマも描かれた。基本的には1話完結の展開であるが、時折前後編や数話に渡るエピソードを組み込むことで緩急自在の展開を見せ、1年もののシリーズに有りがちなマンネリな展開の脱却を計った。
商業的にも成功し、本作品の玩具を販売したブルマァクに期待以上の利益をもたらした。
第40話以降は新たな敵が現れ、ザボーガーもパワーアップする。

## ストーリー
秘密刑事としての訓練を終えて帰国したばかりの大門豊は、亡き父、大門博士が開発した新エネルギー「ダイモニウム」を狙う犯罪組織Σ（シグマ）団の刺客、アリザイラーに殺害されてしまった。しかし豊は、少年期に父によって埋め込まれていた電極回路（特殊なペースメーカー）の力で甦った。そして、電極回路から発する「怒りの電流」で博士が密かに開発したオートバイ、マシーン・ザボーガーから変形して起動するパートナーロボット、電人ザボーガーとともに、大門豊は父の仇でもあるΣ団とそれを率いる悪之宮博士に対し、敢然と戦いを挑む。

## 放送時間
本作品の放送時間は2回変更されている。
- 第1話 - 26話：毎週土曜日19時 - 19時30分
- 第27話 - 39話：毎週金曜日19時 - 19時30分
- 第40話 - 52話：毎週日曜日11時 - 11時30分

## 登場人物

### 全話共通
大門 豊
主人公。設定年齢23歳。インターポールにより、地中海にあるコルタ島で訓練を受けた「秘密刑事」と呼ばれる警視庁所属の特命捜査官。この事実は警視総監と大門博士の知己である新田刑事しか知らない。
6歳の時交通事故に遭い死にかけたため、対応策として父が開発した電極回路を埋め込まれ、この電極回路から発生される「怒りの電流」で犯罪捜査用ロボット・ザボーガーを起動させる。感情を露にすることが多い熱血漢。
空手や中国拳法などを生かした格闘技で、Σ団のサイボーグ戦闘員を素手で倒すほどの戦闘力を持つ。必殺技は「飛竜三段蹴り」や「必殺十文字突き」で、Σ団幹部との戦闘時の決め技として用いることが多い。
拳の一撃でコンクリートの壁をぶち抜き、ジャンプ力は数十メートル。コンクリート詰めにされたり、全身に大やけどを負ったりしても短時間で回復できる、人間離れした強靭な肉体と優れた身体能力の持ち主である。
肉体派ではあるが科学知識にも精通しており、ザボーガー基地内ではたびたび白衣に眼鏡というスタイルで各種実験や分析を行なっている。ただし、ロボット工学には父ほど通暁しているわけではなく、第10話でマシーン・ザボーガーを爆破された際には「自分では修復はできない」と述べていた。
「恐竜軍団シリーズ」から、コスチュームが一新された。
- カンフーを意識したアクションは、企画の別所孝治がブルース・リーから発想した。

新田 浩
新田警部の息子で小学校三年生。設定年齢8歳。第40話以降は本格的に戦闘にも参加し、ザボーガー基地から大門たちをサポートする。第51話で瀕死の重傷を負い、第52話で一旦息を引き取るが、大門同様に電極回路を埋め込まれ蘇生した。

中野刑事
新田警部の部下。当初は大門を秘密刑事とは知らず新米扱いしていたが、のちにその素性を知ってからは彼に協力するようになる。落語が得意。水虫を患っており緊張すると足が痒くなる。好物はでん六豆。 新田警部がフランスに行った後も、恐竜軍団との戦いでも大門に協力する。
- 中野刑事は、当初殺陣師として参加を依頼されたきくち英一が俳優としての出演を希望したため用意された役であった。名前は監督の奥中惇夫が童謡『かかし』の歌詞から命名し、当初は「山田」という若い刑事とコンビを組む予定であった。使用するガンホルダーはきくちが自前で用意した。

### Σ編

#### 主人公側
新田 大五郎
かつて大門博士との交友があった警視庁の警部で、その縁で大門豊の後見人でもある。設定年齢45歳。大門や中野の良き上司で「勉強が足らんよ」が口癖である。父の敵を討とうと血気にはやる大門に冷静になれと諭すこともしばしば。第29話でインターポール捜査官になるべく、その研修のためパリへ旅立った。

新田 美代
新田警部の娘で16歳の高校生。母親に先立たれたため、家事も担当している。父がパリへ旅立った後はザボーガー基地で通信係を担当。第40話で外国へ留学した。

大門 勇博士
電人ザボーガーの開発者でダイモニウムの発明者。悪之宮への協力を拒んだために殺され、ダイモニウム製造機を奪われてしまった。プロローグの時点ですでにΣ団に殺されており、本編に登場する大門博士は回想シーンか、敵が差し向けたサイボーグとしての登場、そして最終回で活動不能になったストロングザボーガーを怒りの電流で動かすように大門を叱咤した場面のみであった。

#### Σ団
悪之宮博士
Σ団のボスで科学者。大門博士とは旧知であるが、ダイモニウムを手に入れるために彼を殺害する。
顔の右半分・左腕・左足などが機械化された、異形の姿を持つ怪人物。だがその一方で、黒のタキシードとドレスシャツに身を包み、蝶ネクタイをきちんと締めて、生身の右手を指輪で飾るなど、常にシックな装いで決めた洒落者でもある。
義足を装着しているが自力では歩行できず、車椅子を常用している。ただしこの車椅子は、実は自走能力を持っていて機動力も高く、その上機銃まで装備されている。また自身の左足の義足にもナイフの射出装置を仕込んでおり、見かけに反して戦闘能力は高い。
性格は「冷酷」の一語で、作戦に失敗した部下を平然と殺す。
第39話で竜面隊の襲撃に遭いダイモニウム製造機を強奪されたうえ、悪魔ハットに重傷を負わされてしまう。その後、自分の最期を悟り、大門に戦いを挑むが、ザボーガーからチェーンパンチを受けて車椅子から落ちたところに自らの車椅子の機銃掃射を受け、機械化した右目を撃ち抜かれた際に機械化部分が誘爆、木っ端微塵になるという壮絶な最期を遂げた。
初期の次回予告は悪之宮博士が担当した。
- 演じた岡部健は、当時まだ30代であり、悪の首領としては貫禄が足りないと感じ、自ら髭や髪を白くメイクしたり、高価な指輪やキザな服装を纏うなどしている。演技は猟奇的・サディスティックな人物であることを意識して演じ、岡部が演出サイドから特に修正を受けることはなかったという。悪之宮博士の最期については、生死不明となり復活を予感させることを希望していた。マスクは岡部の頭部の型をとって制作されており、壊れることなく1つのみで撮影を終えたという。

ミスボーグ

Σ団の幹部の一人で、悪之宮博士の秘書・ボディガード・作戦指揮官を兼任する女性型ロボット。悪之宮の車椅子を押す役目も担っている。普段は頭に伸縮自在の2本のアンテナをつけた銀のボディに大きな黒マントをまとう。また、マントを使っての瞬間移動や、相手の攻撃を防ぐ技を持つ。普通の女性に変身できるほか、戦闘形態への変身も可能。前線指揮を担当するが大門の前に失敗を重ね、第31話で小型爆弾を飲まされた。第35話ではこの爆弾を悪之宮によって作動させられ、爆死した。
- 演じた藤山律子は、衣裳は通気性が悪かったと証言しており、夏場は下にパッツパツの水着を着ていたこともあったという。頭部の角は、発泡スチロールを裏から釘で止めていただけであったためバランスが悪く、常に修正を要していた。また、目元の銀粉が落ちることも多く、藤山の自宅にも銀粉がこぼれていたという。第35話での爆発するシーンでは、藤山は間に漫画雑誌を挟んだのみで火薬を取り付けての演技に挑んだ。口から放つ煙はタバコの煙を用いている。

変身ミスボーグ

ミスボーグの戦闘形態。ほぼ人間そのものだった顔面が、いかにもロボットといった銀色の無機質な顔に変わっている。
数倍にパワーアップした上に手先から毒ガスや火炎を放射できる他、かかとからのジェット噴射による飛行能力も持つ。
第1話で飛龍三段蹴りを受けて敗退し、第2話を最後に戦闘形態での登場は無くなった。

秋月 玄
高性能バイクのマシーン・ホークを駆る男。孤児で悪之宮によって育てられ、彼の恩義に報いるためにΣ団の一員となった。大門を敵視して執拗に挑戦する。正々堂々戦うことを身上としており、少しでも誤解が生じると、逆に大門を卑怯者呼ばわりするほどである。サンダーパンチを必殺技とし、再登場後の必殺技はハリケーンパンチ。作戦よりも大門の打倒のみを優先することが多く、悪之宮の指令に背くこともたびたびあり、懲罰として頭の鉄の輪を悪之宮によって締められ、悶絶する場面が多かった。第30話での大門との対決で飛龍三段蹴りの前に敗北。その際に鉄の輪も壊され姿を消したが、大門を倒すために再登場。その直後に孤児の冬子と知り合い仲良くなるが、彼女に貰った腕輪は悪之宮に利用され、皮肉にも第二の鉄の輪となってしまう。第38話で大門との勝負に敗れた後、冬子をはじめとする孤児たちのために生きることを誓い、冬子のいる孤児院「太陽の家」へ去って行った。

レディ・ボーグ
ミスボーグの後任。Σ団前線基地で指揮を執った。口紅型の小型爆弾を武器にしており、時速50キロで走ることもできる。39話では4人の竜マンを相手に奮戦し、戦闘能力の高さを見せたが、竜マンの吐いた火炎によって爆死した。

戦闘員リーダー
第30、34話に登場。ミスボーグ不在時に指揮を執った。通常の戦闘員と異なり、ヘルメットのツバに金色の模様がついている。

#### その他
武田博士
大門博士の親友。大門博士の依頼でザボーガー基地を設計した。明（演 - 田鍋友啓）という小学生の息子がいる。のちにマシーン・ザボーガーとマシーン・バッハの合体を考案。
冬子
ふとしたきっかけで秋月と知り合った少女。孤児院の「太陽の家」で育った。その存在が、最終的に秋月を改心させることとなる。

### 恐竜軍団編

#### 主人公側（恐竜軍団編）
松江 健
浅尾由起の幼馴染。企画書では浅尾博士の弟子であり、マシーン・バッハの開発も担当したという設定になっていた。当初はテントで暮らしていたが、第46話以降は身の安全のため、ザボーガー基地に住み込むようになった。大門よりも若いためか血気にはやり、失敗することが多い。ストロング・ザボーガーは大門の指令だけでなく、松江の指令でも活動可能。ストロング・ザボーガーへの指令には、かつて大門が使用していた携帯型マイクを使用する。密かに由起に想いを寄せており、大門に嫉妬する描写もあった。第40話のみ、コスチュームが異なっている。
- 松江健のキャラクターは、大門との対比や秋月玄との差別化のほか、テレビドラマ『太陽にほえろ!』で同年に登場したテキサス刑事のイメージなどから、素朴で野性的なものとされた。

浅尾 由起
三ツ首の秘密を知る浅尾博士の一人娘であることから、恐竜軍団に命を狙われる。大門と出会ってからは、ザボーガー基地に住み込むようになった。また、健の発案で大門の身代わりになってマシーン・ザボーガーに乗ったこともある。

#### 恐竜軍団
魔神三ツ首
恐竜軍団の首領。神奈川県龍虎村にある魔神山の魔神窟に潜んでいる。下半身は化石化しており、自分の意志では動き回れない。最終目標は世界の6大陸を沈め、恐竜帝国を作ることである。最後はストロングバズーカファイヤーの連射を受け、ストロング・ザボーガーと相討ちとなった。

悪魔ハット
恐竜軍団に服従する科学者。三ツ首伝説を探る浅尾博士にむりやり同行し、三ツ首竜を蘇らせた。その後、竜面隊を率いてΣ大魔城を襲撃し、ダイモニウム製造機を悪之宮から奪った。ダイモニウムを内蔵した恐竜型戦闘ロボット「メカアーミー」（機械竜）を次々に製作する。山高帽が二つ上下逆に重なった帽子をかぶっており、つばに刃が仕込まれた上の帽子を取り外して投げることで何でも切り裂いてしまう。最後は柱の下敷きになって死亡した。第50話では、爆弾ハットという弟が登場する。

王女メザ
三ツ首竜の部下。三ツ首竜同様、永い眠りについていた。不気味な女の首をかたどった紋章がある杖を、武器として常用する。竜面隊を率いるほか、若い美女から老婆まで幅広く変装しての諜報活動も行なう。最後は三ツ首竜や悪魔ハットともども、柱の下敷きになって死亡した。

## ザボーガーの詳細
電人ザボーガー（第1 - 40、51話）
大門博士が製作した犯罪捜査ロボット。
動力源はダイモニウム。
博士の息子で警視庁の秘密刑事である大門豊が操縦する。
普段はタイヤを出し、両腕を収納したオートバイ形態マシーン・ザボーガーとなっており、操縦者の「チェンジ！マシーンザボーガー」という命令で人型に変形することが可能。
大門豊に埋め込まれた電極回路から発せられる「怒りの電流」がロボット形態時の起動キーになっている。彼のヘルメットに内蔵されたマイクや、携帯型のマイクからの指示に従うが、大門がともに戦闘することが多いため、受けた命令からある程度の自律判断ができるようになっている描写が見られる。
武器は拳（基本的に左）を高速で射出する鎖分銅、チェーンパンチ（拳と腕が鎖でつながっている）と、頭部に装備された2枚の耳状の飾りを投げつけ対象を切り裂くブーメランカッター（手を使わずに射出したり、手に持って斬りつけたりすることも可能）。必殺武器は口部に仕込まれた機関銃、速射破壊銃。また第3話では右手から凍結液を放ち、ゴリコングを氷漬けにした。このほか、両肘、両膝に装備されたエレキレンズ（熱線を発射する）の設定が存在したが未使用に終わった。
ほかにも頭部に偵察用リモコンヘリのヘリキャット（ヘリキャッツ）、両脚部に地中走行が可能な小型リモコンカーのマウスカー、背面に快速艇シーシャークを内蔵し、潜入捜査や情報収集に使用する。
マシーン・ザボーガーの形態でも、小型メカやすべての武器が使用可能。また、ゆっくりとしたスピードではあるが垂直の壁を登ることもできる。
Σ団編の前期に登場したメカアニマルやメカボーグの前では無敵を誇ったが、Σメカ相手には苦戦を余儀なくされ、そして恐竜軍団のメカアーミーには歯が立たなかった。
恐竜軍団のメカアーミー第1号・ガラキに敗れた後は、第51話で登場するのみである。これはザボーガー基地を失ったためにダイモニウムの補充ができずにエネルギーが枯渇寸前となったための窮余の一策だったが、メカアーミーのギラリにはまったく通用せず、悪魔ハットから旧式ロボット呼ばわりされていた。
大門にとっては父の形見であると同時に、犯罪捜査をともに行なうことから愛着が強く、ロボットであるザボーガーをまるで弟のように扱うこともある。ザボーガーも大門に対して、時おり人間的なリアクションを見せることがあった。
第10話において一度Σ団に爆破されバラバラにされたが、浦上博士が命と引き換えに行った必死の作業によって、直後に無事修復されている。
第41話の武田博士の弁によると、「（基本設計が完璧過ぎて）改良を加える余地がない」とのことで、単体での強化改造が事実上不可能であり、これが恐竜軍団のメカアーミーに苦戦する大門を苦悩させることとなる。
- ヘリキャットとマウスカーの造形はヒルマモデルクラフトが担当した。厳密なデザイン画はなく、造形側による。小型メカ発進時のザボーガーの頭部や足の造形も同社が手がけた。

ストロング・ザボーガー（第41 - 52話）
松江健が操るバズーカ砲搭載オートバイマシーン・バッハとザボーガーが合体した姿。ザボーガーにセットされていたダイモニウムを二つに分け、一方をマシーン・バッハに組み込んだことで合体が可能となった。初合体成功時は、まだ名前が決まっていなかったが、メカアーミー1号のガラキを倒した後、「強力なザボーガー」の意味で大門によって命名された。
大門だけではなく健の指令でも活動可能。
その冠する名前の通り無類の強さを誇り、各回に登場するメカアーミーを圧倒した。
武器はロケットエンジンの推進力でチェーンパンチの威力を倍加したロケットチェーンパンチ（チェーンパンチと異なり、右腕を射出）、リング状につながった両側頭部の飾りを、ジェットエンジンの推進力を活かして超高速で射出するジェットブーメランこれは「リング部分で敵の胴体を円形にえぐる」と「横回転して首を切断する」の二つのパターンがある。
必殺技は両腰部に装備されたバズーカ砲の2門同時斉射ストロングバズーカファイヤー。
第51話でダイモニウムエネルギーが完全に枯渇し、武器の使用が不可能になったが、第52話で怒りの電流により復活。だが、三ツ首竜との戦いにおいて、ストロングバズーカファイヤーの連射によってオーバーヒートを起こして自爆してしまった。
合体時のコマンド・ワードは「チェンジ！ストロング・ザボーガー！」（大門が発声する）。ただし第41話での初合体時においては、「ストロング・ザボーガー」の命名前のため、「チェンジ！合体ザボーガー！」となっていた。
マシーン・バッハに取り付けられている2門のバズーカ砲（バッハ・ボルト）は、外して普通のバズーカ砲として使用することも可能。健による砲撃の際には、「ガッツ・ボルト！」と呼称する。
- マスコミに向けた撮影会の時点ではブーツの内側に外側と同様のフィンが付いていたが、演技上の支障があったらしく本編では取り除かれていた。

## キャスト
- 大門豊 - 山口暁
- 新田浩 - 神谷政浩（第1 - 24、28 - 36、38、40 - 52話）
- 中野刑事 - きくち英一（第1 - 24、27 - 47、49 - 52話）
- 新田警部 - 根上淳[注釈 11]（第1 - 16、18 - 21、23、28、29話）
- 新田美代 - 星野みどり（第1 - 24、28 - 36、38話）
- 大門勇博士 - 細川俊夫（第1、2、4、27話）
- 悪之宮博士 - 岡部健（第1 - 25、28 - 35、37 - 39話）
- ミスボーグ - 藤山律子（第1 - 22、24 - 27、31 - 33、35話）
- 秋月玄 - 風戸拳（第22 - 30、34 - 38話）
- レディ・ボーグ - 吉田多永子（第37 - 39話）
- 武田博士 - 田中力（第25、41話）
- 冬子 - 戸川京子（第34、37、38話）
- 松江健 - 坂大龍也（第40 - 52話）
- 浅尾由起[注釈 12] - 本木紀子（第40 - 47、49 - 52話）
- 悪魔ハット - 遠矢孝信（第39 - 52話）
- 王女メザ - 堤光子（第39 - 52話）

### 声の出演
- 三ツ首竜 - 丸山詠二（第39 - 52話）
- 浅尾博士 - 名川貞郎[22]（第40話）
- 大門勇博士 - 北山年夫[22]（第52話）
- ナレーター - 岡部政明（第1 - 15話）、渡部猛（第16 - 39話）、岡部健（第40 - 52話）

### スーツアクター
- ザボーガー - 田尻陽一郎、可寺常臣（第14、15、22 - 26話）
- ストロング・ザボーガー - 田尻陽一郎
- 三ツ首竜 - 宋晃、岩下純三、南川順二、池上臣功（第39 - 52話）
- 竜マン - 原口智生[23]

各話の敵キャラクターについては放送リストを参照。

## スタッフ
- 企画 - 別所孝治、鷺巣富雄
- プロデューサー - 松原久晴、石黒光一
- 原案 - 小池一雄
- 企画協力 - スタジオ・シップ
- 監督 - 奥中惇夫、山田健、鈴木俊継、中西源四郎、湯浅憲明、岡屋竜一、村石宏美
- 脚本 - 上原正三、高橋二三、まつしまとしあき、高久進、山崎晴哉、しのだとみお[注釈 13]、安藤豊弘、新井光、藤川桂介、祝雅治、高階完二、森田太郎、鈴木二郎
- 音楽 - 菊池俊輔
- 撮影 - 早川勝春
- 照明 - 小中健二郎
- 編集 - 小出良助
- 操演 - 中島徹郎、高城忍
- 合成作画 - 鷺巣富雄、渡辺善夫
- 合成撮影 - 黒田清
- 造形 - アルファ企画、ゼン工芸、ヒルマモデルクラフト[注釈 14]、高山良策[注釈 15]
- 技斗 - 菊池英一
- スタント指導 - 高橋政生（現：高橋勝大）
- 助監督 - 中西源四郎、村石宏實、大内健二
- 効果 - イシダサウンドプロ
- 現像 - 東京現像所
- 制作 - ピー・プロダクション、フジテレビ （制作協力：友映）

## 主題歌
オープニングテーマ「戦え！電人ザボーガー」
作詞：上原正三 / 作・編曲：菊池俊輔 / 歌：子門真人
エンディングテーマ「おれの兄弟 電人ザボーガー」
作詞：上原正三 / 作・編曲：菊池俊輔 / 歌：子門真人
上記の2曲とも歌詞に第39話までの敵組織名「Σ」が入っているが、第40話以降も変更されずにそのまま歌われている。なお、第39話までは1コーラス目、第40話以降は2コーラス目が使用された。
上記の2曲を収録したEPレコードはポリドール・レコードより発売された。

## 放送リスト
参照宇宙船SPECIAL 1998, p. 209
| 話数                             | 放映日        | サブタイトル                              | 登場敵キャラクター | 脚本             | 監督       |
| -------------------------------- | ------------- | ----------------------------------------- | --- | ---------------- | ---------- |
| 1                                | 1974年 4月6日 | たたかえ！電人ザボーガー                  | - アリザイラー（演 - 熊谷巌） - 変身ミスボーグ（演 - 宋晃） | 上原正三         | 奥中惇夫   |
| 2                                | 4月13日       | これが秘密殺人強盗機関Σだ                 | - カマギラー（演 - 熊谷巌） - エレキアンデス（演 - 北九州男） - ヨロイバロン（演 - 高杉玄） - フランケンG（演 - ストロング・エリマティ） - ハリケーン大陸（演 - マーゴ・バケット） - キングアフリカ（演 - 原大作） - アパッチドリル（演 - 遠矢孝信） - 海賊ジャック（演 - 尾崎孝二） - 変身ミスボーグ - ゴリコング（演 - 熊谷巌） | 上原正三         | 奥中惇夫   |
| 3                                | 4月20日       | 大暴れ！水爆ゴリコング                    | - ゴリコング - エレキアンデス - ヨロイバロン - フランケンG - ハリケーン大陸 - キングアフリカ - アパッチドリル - 海賊ジャック | 上原正三         | 奥中惇夫   |
| 4                                | 4月27日       | Σ殺人基地 殴りこめ                        | - サタンボーグ（演 - 熊谷巌） - にせ大門博士 - アパッチドリル | 上原正三         | 山田健     |
| 5                                | 5月4日        | Ω地獄計画開始！                           | - ボルゲン（演 - 熊谷巌） | 高橋二三         | 山田健     |
| 6                                | 5月11日       | 鉄骨ビルが消えた！                        | - テッカーマ（演 - 熊谷巌） | 高橋二三         | 鈴木俊継   |
| 7                                | 5月18日       | 危機一髪!! 燃える秘密刑事                 | - リングイ（演 - 熊谷巌） | 高橋二三         | 鈴木俊継   |
| 8                                | 5月25日       | 標的はあのダイヤ!!                        | - ゴーグス（演 - 熊谷巌） - 海賊ジャック | まつしまとしあき | 中西源四郎 |
| 9                                | 6月1日        | 謎の男 ドルマン9                          | - アイバン（演 - 熊谷巌） - ドルマン9（演 - 根間則夫） | まつしまとしあき | 中西源四郎 |
| 10                               | 6月8日        | Σ団・恐怖の地獄作戦                       | - ドルマン9 - コンピューターアニマル（演 - 熊谷巌） - ジャンボメカ（演 - 熊谷巌） - ブラザス1（演 - 山下勝也） - ブラザス2（演 - 大川利治） | 高久進           | 山田健     |
| 11                               | 6月15日       | ジャンボメカ 東京破壊作戦！               | - コンピューターアニマル - ジャンボメカ - ブラザス1 - ブラザス2 | 高久進           | 山田健     |
| 12                               | 6月22日       | 驚異の人間長距離砲                        | - アイアンクロー（演 - 滝沢浩） | 上原正三         | 鈴木俊継   |
| 13                               | 6月29日       | 秘密刑事 死の一騎討ち                     | - ウルフジョー（演 - 天野豊） - ビッグG（演 - 熊谷巌） | 上原正三         | 鈴木俊継   |
| 14                               | 7月6日        | 不死身の殺し屋ギルコンフー                | - 捜査ロボットM1（演 - 岩下純） - ギルコンフー（演 - 宮野忠善） - コブラーチャン（演 - 高橋雅男） - サソリジャガー（演 - 早川五郎） | 上原正三         | 山田健     |
| 15                               | 7月13日       | 死斗!! 謎のΣ大魔城                        | - ガードK（演 - 熊谷巌） - コブラーチャン - サソリジャガー | 上原正三         | 山田健     |
| 16                               | 7月20日       | 恐怖 メカボーグ誕生!!                     | - マジシャンガー（演 - 熊谷巌） | 山崎晴哉         | 鈴木俊継   |
| 17                               | 7月27日       | 殺人キック！メカボーグチーム              | - ラガーズ1（演 - 中本竜夫） - ラガーズ2（演 - 中本恒夫） - ラガーズ3（演 - 千葉宏和） | 山崎晴哉         | 鈴木俊継   |
| 18                               | 8月3日        | 必殺のアームガン グリーンベレー           | - グリーンベレー（演 - 高森玄） | しのだとみお     | 山田健     |
| 19                               | 8月10日       | キリマンジャロの赤い豹                    | - バーナー8（演 - 石松功次） | 上原正三         | 山田健     |
| 20                               | 8月17日       | 死を呼ぶ合体ロボット・ゴーゴン            | - ゴーゴン（演 - 熊谷巌） - アンドロイドレッド（演 - 鴨志田和夫） - アンドロイドブルー（演 - 堀江信介） - アンドロイドイエロー（演 - 大倉兼二） | 安藤豊弘         | 鈴木俊継   |
| 21                               | 8月24日       | 処刑ロボット大作戦                        | - コンピューターアニマルジュニア（演 - 宋晃） | 安藤豊弘         | 鈴木俊継   |
| 22                               | 8月31日       | 謎のマシーン・ホーク 秋月玄登場!!         | - デス・ガンダー（演 - 南川順二） | しのだとみお     | 山田健     |
| 23                               | 9月7日        | 破壊！魔のΣメカ デス・ガンダー            | - デス・ガンダー（演 - 南川順二） | 高久進           | 湯浅憲明   |
| 24                               | 9月14日       | ファイト！ザボーガー 倒せ！デス・ガンダー | - デス・ガンダー（演 - 南川順二） | 高久進           | 湯浅憲明   |
| 25                               | 9月21日       | 怪奇・忍者ロボット・ジャニン              | - ジャニン（演 - 宋晃） - にせザボーガー | 山崎晴哉         | 山田健     |
| 26                               | 9月28日       | 強奪！狂犬ロボット・ブル・ガンダー        | - ブル・ガンダー（演 - 宋晃、南川順二） | 山崎晴哉         | 山田健     |
| 27                               | 10月4日       | 激突！ザボーガー対ブル・ガンダー          | - ブル・ガンダー（演 - 宋晃、南川順二） | しのだとみお     | 山田健     |
| 28                               | 10月11日      | 動く爆弾！ヘルガンダー                    | - ドリローダー（演 - 熊谷巌） - ヘルガンダー（演 - 南川順二） | 新井光           | 岡屋竜一   |
| 29                               | 10月18日      | 爆走！死のヘルガンダー                    | - ドリローダー（演 - 熊谷巌） - ヘルガンダー（演 - 南川順二） | 新井光           | 岡屋竜一   |
| 30                               | 10月25日      | 飛竜三段蹴り対サンダーパンチ              | - バンギュー（演 - 熊谷巌） - ゴーゴン - ゴーグス - コンピューターアニマルジュニア - テッカーマ - 戦闘員リーダー（演 - 宋晃） | 山崎晴哉         | 山田健     |
| 31                               | 11月1日       | 空飛ぶ鉄拳!! アイ・ロボッター!!           | - アイ・ロボッター（演 - 熊谷巌） | 藤川桂介         | 山田健     |
| 32                               | 11月8日       | 恐るべきハンマー投げ カイザー！           | - カイザー（演 - 熊谷巌） | しのだとみお     | 岡屋竜一   |
| 33                               | 11月15日      | 襲撃!! 動くテトラ・ポット！               | - ゴロゴス（演 - 岩下純三） | 藤川桂介         | 岡屋竜一   |
| 34                               | 11月22日      | ゴールド・ジャッカー！首を捜せ！          | - ゴールド・ジャッカー（演 - 熊谷巌） - 戦闘員リーダー（演 - 宋晃） | 祝雅治           | 山田健     |
| 35                               | 11月29日      | 爆弾フラワーを巨大化せよ!!                | - キング・ガンマー（演 - 岩下純三） | 藤川桂介         | 山田健     |
| 36                               | 12月6日       | 空飛ぶ巨砲 ドルカノン                     | - ドルカノン（演 - 宋晃） | 新井光           | 山田健     |
| 37                               | 12月13日      | 秘密指令!! 邪魔者は消せ!!                 | - モゲット（演 - 宋晃） - サイボーグ大門 | 藤川桂介         | 湯浅憲明   |
| 38                               | 12月20日      | 決戦!! ザボーガー対悪之宮博士!!           | - ブラック・ヒッター（演 - 宋晃） - ジャガール（演 - 宋晃） | 藤川桂介         | 湯浅憲明   |
| 39                               | 12月27日      | 大滅亡！悪之宮博士の死                    | - ジャガール | 祝雅治           | 岡屋竜一   |
| 電人ザボーガー対恐竜軍団シリーズ |               |                                           | |                  |            |
| 40                               | 1975年 4月6日 | 甦えった魔神三ツ首!!                      | - ガラキ（演 - 宋晃） | しのだとみお     | 岡屋竜一   |
| 41                               | 4月13日       | 出来た!! ストロング・ザボーガー           | - ガラキ（演 - 宋晃） | 高階完二         | 山田健     |
| 42                               | 4月20日       | 魔神三ツ首竜 その謎をあばけ！             | - ノギラ（演 - 古館剛志） | 森田太郎         | 山田健     |
| 43                               | 4月27日       | 恐るべき恐竜軍団の野望！                  | - ガマオイル（演 - 宋晃） | 山崎晴哉         | 岡屋竜一   |
| 44                               | 5月4日        | 危うし!! ザボーガー基地                   | - テレモニダー（演 - 岩下純三） | 鈴木二郎         | 岡屋竜一   |
| 45                               | 5月11日       | ゴーストタウンの決闘！                    | - ガットリン（演 - 宋晃） - キラメカ（演 - 尾崎孝二） | 山崎晴哉         | 岡屋竜一   |
| 46                               | 5月18日       | マシン・バッハを取り返せ！                | - スタンパー（演 - 岩下純三） | 新井光           | 山田健     |
| 47                               | 5月25日       | ザボーガー基地爆破作戦！                  | - ギギラ（演 - 南川順二） - ドクロ大佐（演 - 高杉玄） | 高階完二         | 山田健     |
| 48                               | 6月1日        | 毒ガス作戦をふっとばせ!!                  | - ニゴヂン（演 - 宋晃） | 山崎晴哉         | 山田健     |
| 49                               | 6月8日        | 急げ大門！ザボーガー基地を救え！          | - ジャンガー（演 - 宋晃） | 新井光           | 村石宏美   |
| 50                               | 6月15日       | 大爆発!! ザボーガー基地                   | - スクラッシャー（演 - 岩下純三） - 爆弾ハット（演 - 君塚正純） | 山崎晴哉         | 村石宏美   |
| 51                               | 6月22日       | ストロングザボーガー作動停止！            | - ギラリ（演 - 南川順二） | 鈴木二郎         | 山田健     |
| 52                               | 6月29日       | ストロングザボーガーよいつまでも          | - ドゲラ（演 - 宋晃） | 鈴木二郎         | 山田健     |

## 製作裏話
参考文献：DVD-BOX付属ブックレット、『スペクトルマンvsライオン丸』、『電人ザボーガー大全』、『電人ザボーガー&ピー・プロ特撮大図鑑』
本作品はピー・プロダクション製作となっているが、ピー・プロが直接製作したわけではなく、ピー・プロから友映に製作が委託されていた。DVD-BOX付属のブックレットに掲載されている、局プロデューサー・別所孝治の談話によると、この当時のピー・プロは新作を作るごとに赤字が増える状態にあり、このような形にしなければ製作が難しいところまで来ていたという。
それまでのピー・プロ作品を担当してきた篠原茂が当初病床にあったため、大映京都撮影所の制作部長だった友映の松原久晴をプロデューサーに迎え制作された。しかし、彼の予算管理が非常にケチケチしていて、試写のたびに現場スタッフとプロデューサーとの間に険悪なやり取りがあり、うしおそうじも板挟み状態だったとのことである。
「原作者」として小池一雄の名がクレジットされているが、うしおによれば、当時フジテレビの夜7時台はピー・プロの独占状態となっており、なにかと他のプロダクションの横槍も多かったそうで、それをかわすためにワンクッションを入れ、企画の通りを良くするために業界の慣習に倣い、単に名義を借りただけであり、「番組そのものに小池はまったくタッチしていない」とのことである。脚本を担当した上原正三も小池には会っていないと証言している。
企画当初の作品タイトルは『仕掛けロボット ジュピターQ』で、第1話の準備稿でもこの題名となっていた。
ザボーガーのデザインや各種の設定は、『鉄人タイガーセブン』に引き続き、漫画家の藤田茂が務めた。敵キャラクターのデザインは、うしおそうじのほか、『ザボーガー』のコミカライズを手がけていた成井紀郎（第18・19・23 - 39話、その他ジャンボメカや秋月玄、マシーン・ホークも含む）や、安井尚志（コンピューターアニマルなど）などが担当した。
菊池英一は当初は殺陣師として参加を依頼されたが、菊池本人は殺陣師ではないとして俳優としての出演を希望し、中野刑事役を得て殺陣師と兼任することとなった。クレジットは両方記載されているが、菊池は「殺陣師はサービスで」としたためギャラは中野刑事役としての分しか受け取っていない。
菊池は、この番組のために一時的にアクションチームを結成し、幹部やスーツアクターの配役も行なった。その関係から、かつて菊池が所属しピープロ制作番組のアクションを担当したJFAの元メンバーが遠矢孝信を筆頭に多数起用されている。
脚本家の上原正三は、前作『鉄人タイガーセブン』から引き続いて参加したが、第19話を最後に降板した。上原は降板した理由について、ある程度書くと離れたくなる性格であったところに、東映からの誘いがあったためだとしている。主題歌の作詞も上原が担当したが、当時上原は自宅を購入したばかりであったため版権収入を期待してのことであった。
パイロット監督を務めた奥中惇夫は、仮面ライダーシリーズや『ロボット刑事』などを担当した後に東映生田スタジオを離れて様々なジャンルの作品を経て本作品へ参加していたが、東映の渡邊亮徳から「他社で似たようなものを撮っているなら、うち（東映）でやったらいい」と言われ、本作品を離れ『がんばれ!!ロボコン』へ参加した。
マシーン・ホークのカウル部分が鷹のような形状をしているのは、当初はザボーガー同様にロボットに変形する設定があったためだが、予算や撮影スケジュールの都合でロボット形態は登場せずに終わっている。
悪魔ハットを演じた遠矢孝信は、日本大学の先輩である殺陣担当の菊池英一がいたためピー・プロを訪ねたところ、ちょうど打ち合わせで悪魔ハットのオーディションが行なわれていて、参加した俳優が帰った後にうしおから台本を渡されて、その場で配役が決まってしまった。同時に菊池から「役作りのためにスキンヘッドにしてくれ」と頼まれ、頭を剃ることには了承したものの、さらに眉毛を剃るように要求され、これはさすがに固辞したという。以後、撮影の行き帰りには通行人がみんな避けて通ったそうである。
第49話で少年時代の大門を演じたのは本職の子役ではなく、山口暁の甥にあたる少年だった。これは山口が村石に「そういうシーンがあるのなら使ってください」と写真を持参して売り込んだことによるもの。また同話には、監督と親交のあった小倉一郎が牧師役でゲスト出演している。
第51・52話で、恐竜軍団による「六大陸沈没作戦」の尖兵として出現した恐竜が石油コンビナートを破壊するシーンでは、『スペクトルマン』第32・33話の映像が流用されている。
放送終了後にはハワイでショーが開催された。主演の山口やザボーガーの撮影用車輌なども投入され、担当の成田五十八は好評であったと証言している。このショーでは成田はエー企画名義で担当し、その後イベント会社として正式にエー企画が立ち上げられた。

## 放送局
| 放送対象地域  | 放送局           | 放送日時                                                                                                   | 備考 |
| ------------- | ---------------- | --- | --- |
| 関東広域圏    | フジテレビ       | 土曜 19:00 - 19:30（第1話 - 26話） 金曜 19:00 - 19:30（第27話 - 39話） 日曜 11:00 - 11:30（第40話 - 52話） | 制作局 |
| 北海道        | 北海道文化放送   | 日曜 11:00 - 11:30                                                                                         | |
| 青森県        | 青森放送         | 木曜 17:55 - 18:25                                                                                         | |
| 岩手県        | テレビ岩手       | 水曜 18:00 - 18:30                                                                                         | 1975年2月から放送開始したが、1975年3月26日に 8回分の放送で終了。 |
| 秋田県        | 秋田テレビ       | 木曜 18:00 - 18:30                                                                                         | |
| 山形県        | 山形テレビ       | 火曜 18:00 - 18:30（1975年2月時点） → 火曜 17:30 - 17:58（1975年6月時点）                                  | |
| 宮城県        | 仙台放送         | 土曜 19:00 - 19:30（第1話 - 26話） 金曜 19:00 - 19:30（第27話 - 52話）                                     | 第40話以降は、キー局より先行して放送。 |
| 新潟県        | 新潟総合テレビ   | 水曜 17:20 - 17:50                                                                                         | |
| 山梨県        | テレビ山梨       | 水曜 18:00 - 18:30                                                                                         | |
| 長野県        | 長野放送         | 土曜 17:00 - 17:30                                                                                         | 1974年12月時点 |
| 静岡県        | テレビ静岡       | 月曜 18:00 - 18:30 → 木曜 18:00 - 18:30（1974年10月から）                                                  | 1974年3月まで土曜日19時 - 19時30分枠では毎日放送制作・ NET系列の仮面ライダーシリーズが放送されていたため、 前番組『鉄人タイガーセブン』までのピー・プロダクション作品は 日曜日10時30分 - 11時枠の放送。 |
| 富山県        | 富山テレビ       | 月曜 - 金曜 18:00 - 18:30                                                                                  | 1975年9月（本放送終了後）時点で、連日放送 |
| 石川県        | 石川テレビ       | 水曜 18:00 - 18:30                                                                                         | |
| 福井県        | 福井テレビ       | 土曜 19:00 - 19:30 → 金曜 19:00 - 19:30                                                                    | |
| 中京広域圏    | 東海テレビ       | 金曜 午前7:30 - 8:00（第1話 - 26話） → 金曜 19:00 - 19:30（第27話 - 52話）                                 | 土曜19時 - 19時30分枠で関西テレビ制作の『爆笑寄席』を ネット放送していたために本作はキー局より1日先行放送。 1974年10月 - 12月までは同時ネット、1975年1月4日からは 第40話以降の「電人ザボーガー対恐竜軍団シリーズ」を 3か月先行放送。1975年4月4日放送の第52話を最後に終了。                                                                         |
| 近畿広域圏    | 関西テレビ       | 土曜 18:00 - 18:30（第1話 - 39話） → 土曜 午前7:30 - 8:00（第40話 - 52話）                                 | 前番組の『鉄人タイガーセブン』まで同時ネットだったが、 1974年4月から自社制作番組の『爆笑寄席』が 土曜19時 - 19時30分枠で始まり、本作はキー局より 1時間先行放送（1974年10月 - 12月までは、 キー局の翌日に放送）へ移行。1975年1月4日からは 第40話以降の「電人ザボーガー対恐竜軍団シリーズ」を 3か月先行放送。1975年3月29日放送の第52話を最後に終了。 |
| 鳥取県 島根県 | 山陰中央テレビ   | 火曜 18:00 - 18:30                                                                                         | |
| 岡山県        | テレビ岡山       | 月曜 18:00 - 18:30                                                                                         | |
| 広島県        | 広島ホームテレビ | 月曜 - 金曜 午前8:00 - 8:30                                                                                | 本放送当時広島テレビが、フジテレビ系列と日本テレビ系列との クロスネット局だったため、本放送終了後かつテレビ新広島開局後の 1977年12月22日から他局・テレビ朝日系列の同局が 帯再放送枠で放送。 |
| 山口県        | 山口放送         | 金曜 18:00 - 18:30                                                                                         | |
| 高知県        | テレビ高知       | 木曜 16:30 - 17:00                                                                                         | |
| 福岡県        | テレビ西日本     | 土曜 19:00 - 19:30（第1話 - 26話） 金曜 19:00 - 19:30（第27話 - 52話）                                     | 第39話までキー局と同時ネットで放送。 第40話以降は金曜19:00 - 19:30に3か月先行放送。 |
| 佐賀県        | サガテレビ       | 土曜 19:00 - 19:30（第1話 - 26話） 金曜 19:00 - 19:30（第27話 - 52話）                                     | 第39話までキー局と同時ネットで放送。 第40話以降は金曜19:00 - 19:30に3か月先行放送。 |
| 長崎県        | テレビ長崎       | 月曜 18:00 - 18:30                                                                                         | |
| 熊本県        | テレビ熊本       | 水曜 18:00 - 18:30                                                                                         | |
| 大分県        | テレビ大分       | 金曜 18:00 - 18:30                                                                                         | |
| 宮崎県        | テレビ宮崎       | 水曜 18:00 - 18:30                                                                                         | |
| 鹿児島県      | 鹿児島テレビ     | 水曜 18:00 - 18:30                                                                                         | |
| 沖縄県        | 沖縄テレビ       | 火曜 18:00 - 18:30                                                                                         | |

## 映像ソフト化
- 1983年に東映ビデオから、第1話・第10話を収録したビデオ(VHS・β)が発売。
- 2002年9月25日にキングレコードより、全話収録のDVD-BOXが発売。2006年12月27日に価格を下げて再発売。2011年9月7日、劇場版公開を記念して、パッケージの仕様を変更した廉価版DVD-BOXが発売された。
- 単巻のDVDは未発売。

## 漫画版
- 秋田書店『冒険王』（1974年5月号 - 1975年4月号）：原案・小池一雄[注釈 30]、作画・一峰大二 - 2002年7月1日に角川書店から初単行本が全2巻で出版され[70][71]、2011年01月25日にはいずれもカドカワデジタルコミックスで電子書籍化されている。
- 講談社『テレビマガジン』（1974年5月号[注釈 31] - 8月号）：原案・小池一雄、作画・成井紀郎 - オイルショックによる本誌の総ページ数削減に伴い、4回で打ち切られた[注釈 32]。後の2017年にヒーローXレーベル（ミリオン出版/大洋図書）で、全話が電子書籍化されている。
- 徳間書店『テレビランド』：原案・小池一雄、作画・長谷川清俊 - 諸事情[注釈 33]で未掲載。のちにDVD-BOX[74][75]の封入特典として単行本化（全16ページ）された[注釈 34]。
- 講談社『たのしい幼稚園』（1974年5月号 - 1975年4月号）：原作・小池一雄、絵・森藤よしひろ

## 映画
2011年にリメイク版の新作映画が公開された。そのエンドロールには右にスタッフ・キャストが流れる中左に本作品のハイライトシーンが流された。